# Cooper-Moore

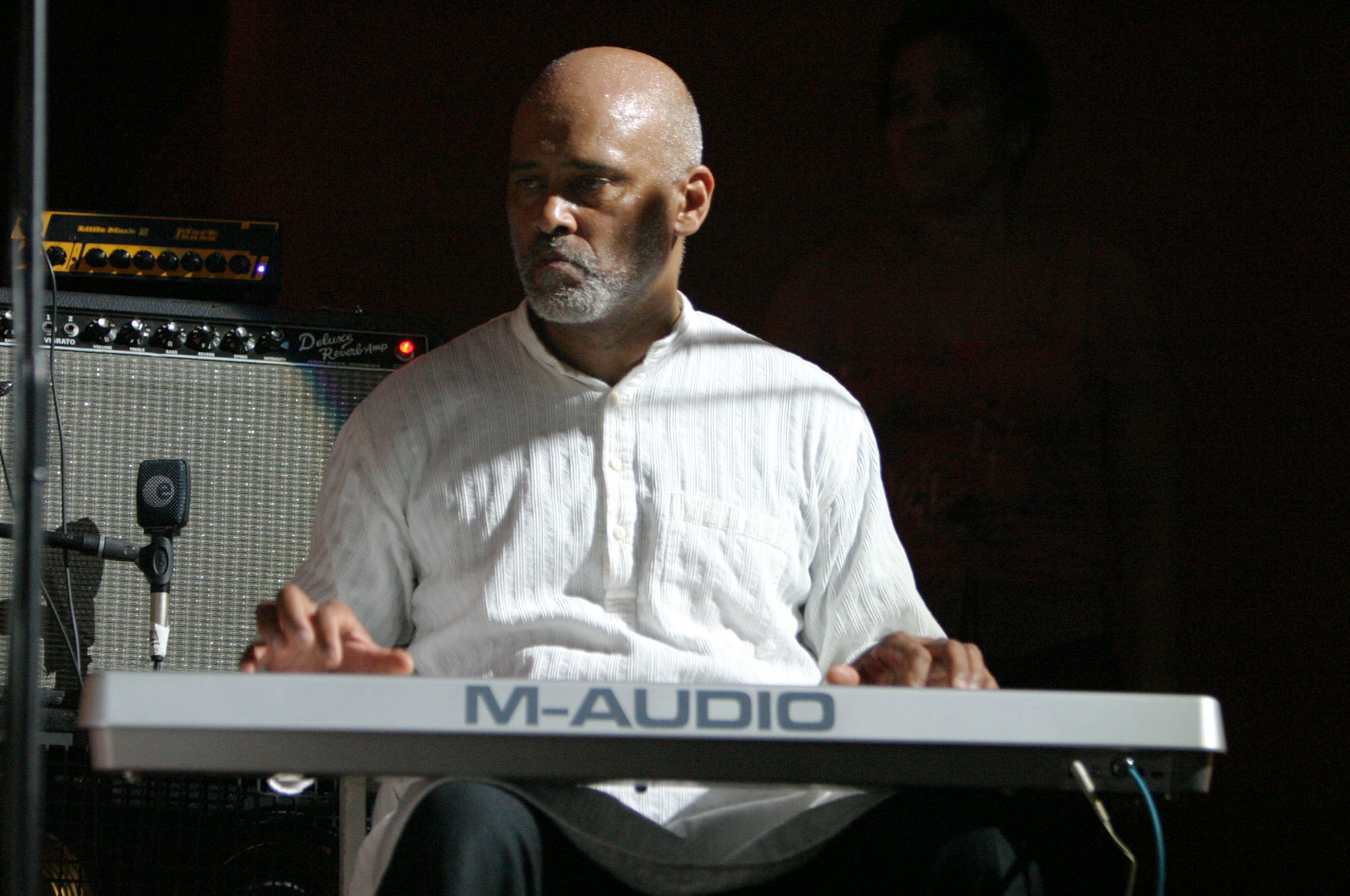
Gene Ashton alias Cooper-Moore

Cooper-Moore (* 31. August 1946 in Virginia als Gene Y. Ashton) ist ein US-amerikanischer Jazz-Pianist, Komponist des Free Jazz und der Neuen Improvisationsmusik sowie Musikpädagoge und Instrumentenbauer.

## Leben und Wirken
Cooper-Moore wuchs in der Gegend von Piedmont/Virginia auf. Er begann mit acht Jahren Klavier zu lernen und spielte zunächst Kirchenmusik. Unter dem Einfluss der Musik von Thelonious Monk, Charles Mingus oder Ornette Coleman beschäftigte er sich mit Improvisationsmusik. 1970 gründete er mit dem Saxophonisten David S. Ware und dem Schlagzeuger Marc Edwards das Trio Apogee.
Er erwarb den Bachelor in Musikpädagogik an der Catholic University of America in Washington, D.C. und später studierte er Komposition und Arrangement am Berklee College of Music in Boston. 1973 zog er nach New York, wo er zunächst als Pianist in Clubs auftrat und schließlich mit Alan Braufman ein Loft in der Canal Street anmietete und zu einem Arbeits- und Auftrittsraum für Künstler umbaute. 1975 wurde er auf Braufmans dort entstandenem Album Valley of Search erstmals aufgenommen; der Mitschnitt Live in New York City, February 8, 1975 erschien 2022.
Gegenwärtig arbeitet er mit einem Trio aus Tom Abbs und Chad Taylor namens Triptych Myth. Eine weitere Formation unter seiner Leitung ist das Trio Digital Primitives, zu dem Chad Taylor und Assif Tsahar gehören. Er arbeitet außerdem in Bill Coles Untempered Ensemble, mit Steve Swell, Susie Ibarra und William Parker, u. a. trat er mit Parkers Jeanne Lee Project auf dem New Yorker Vision Festival 2003 auf. Für das Avantgarde-Label AUM Fidelity nahm er mehrere Alben auf.
Neben seiner Musikertätigkeit war er in verschiedenen Multimedia-Projekten tätig, wie dem Projekt Visions of Tomorrow mit dem Ökologen Sam Love. Ferner arbeitete er mit der Buchkünstlerin Susan Share in deren Projekt Unfolded World sowie dem Moving Spirits Dance Theater.
Cooper-Moore war mehrere Jahre als Pädagoge und Musiktherapeut am Harlem Interfaith Counseling Service in New York, bei der Wolf Trap Foundation in Virginia und an The New School im Jazz Department tätig. Cooper-Moore lebt und arbeitet in New York City.

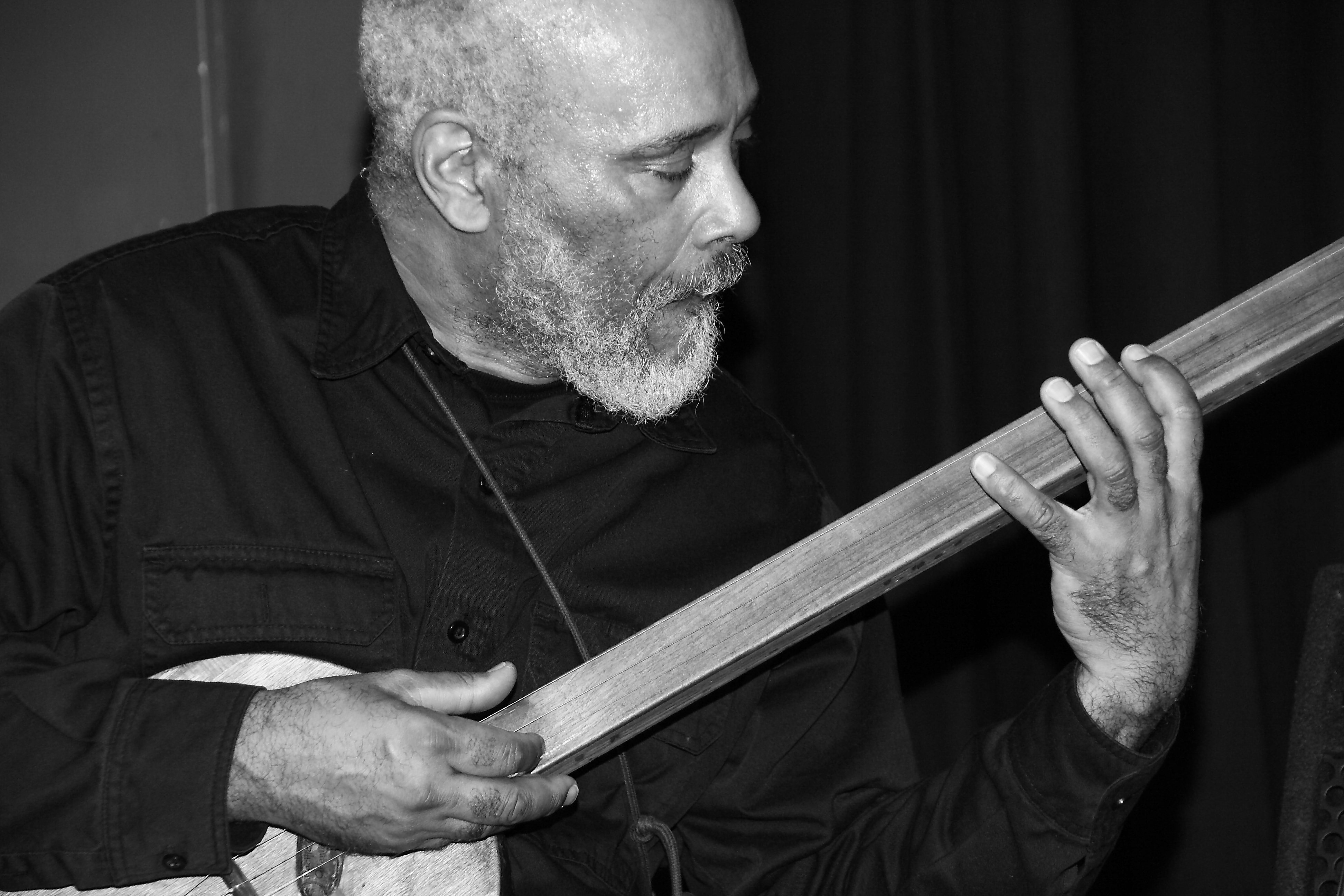
Cooper-Moore mit A Deedly-bo 2012

### Instrumentenbau
Zu den vielen Instrumenten, die Cooper-Moore gebaut hat, gehört das A Deedly-bo, ein dreisaitiges, bundloses Banjo. Bei seinen Instrumenten verwendet er u. a. Materialien wie Papier, Bambus, Metall, Holz und Acrylglas. Neben seinem Hauptinstrument, dem Piano, tritt er vor allem mit seiner Ashimba, einer Art Xylophon auf, sowie einer Bassgeige, einer horizontalen Harfe und einer elektrisch verstärkten Mund-Violine. Seine Instrumente wurden u. a. in New York in der Thread Waxing Gallery und dem Goddard Riverside Community Center präsentiert.

## Diskographische Hinweise
- Cooper-Moore: The Cedar Box Recordings (5 7-Inch-CDs – 2004)
- Triptych Myth: The Beautiful (2005)
- William Parker: In Order to Survive the Peach Orchard (1993)
- William Parker & The Little Huey Creative Music Orchestra: Mayor of Punkville (2000)
- William Parker & The Little Huey Creative Music Orchestra: Sunrise in the Tone World (2008)
- Digital Primitives: Hum Crackle & Pop (Hopscotch Records, 2009), mit Assif Tsahar & Chad Taylor
- William Parker: For Those Who Are, Still (2015)
- William Parker:  In Order to Survive: Live/Shapeshifter (2019)
- Alan Braufman:  The Fire Still Burns (2020)
- Cooper-Moore/Stephen Gauci: Live at Roulette (2022)